# Lilja 4-ever
Lilja 4-ever (4-ever to skrótowa wersja angielskiego słowa forever, znaczącego na zawsze) – film koprodukcji szwedzko-duńskiej z 2002 roku, wyreżyserowany przez Lukasa Moodyssona. Jest trzecim filmem pełnometrażowym w dorobku reżysera. Lilja 4-ever, podobnie jak Fucking Åmål z 1998 roku, został pozytywnie przyjęty przez krytykę i widzów i został zgłoszony przez jury Guldbagge jako szwedzki kandydat do Oscara.
Reżyser zadedykował film „milionom dzieci, wykorzystywanym na całym świecie w seksbiznesie”. W Polsce film obejrzeć można było podczas 5. edycji Filmostrady (2004–2005), wydany został on także na nośnikach DVD.

## Opis
Film rozpoczyna się utworem „Mein Herz brennt” (z niem. – me serce płonie) zespołu Rammstein, który staje się tłem dla obrazu na ekranie: nastoletniej dziewczyny, biegnącej w niewiadomym kierunku. Dziewczyna staje na moście, z zamiarem popełnienia samobójstwa – nim jednak dowiemy się, czy dziewczyna zdecyduje się na ostateczny krok, poznajemy jej tragiczną historię. Lilja mieszkała na terenach byłego Związku Radzieckiego. Jej matka wyjechała z kochankiem do Stanów Zjednoczonych, obiecując, że Lilja niedługo do nich dołączy. Jakiś czas po wyjeździe matki do Stanów przychodzi od niej list, w którym zrzeka się ona praw rodzicielskich do Lilji.

## Obsada
- Oksana Akińszyna – Lilja
- Artiom Boguczarski – Wołodia
- Paweł Ponomariow – Andriej
- Tomasz Neuman – Witek
- Lubow Agapowa – matka Lilji
- Elina Benenson – Natasza
- Lilija Szynkariowa – ciotka Anna
- Tonu Kark – Siergiej
- Anastasija Biedriedinowa – sąsiadka
- Nikołaj Bencler – chłopak Nataszy

## Nagrody i nominacje
- nominacja do Oscara (2002) w kategorii najlepszy film zagraniczny
- festiwal w Sztokholmie 2002 – nagroda FIPRESCI dla najlepszego reżysera
- MFF w Gijón 2002 – Najlepszy Film, Nagroda dla Najlepszej Aktorki (Oksana Akińszyna), Specjalna Nagroda Młodego Jury dla Najlepszego Filmu
- nagroda Guldbagga 2002 – Najlepszy Film, Najlepsza Aktorka (Oksana Akińszyna), Najlepsze Zdjęcia, Najlepszy Reżyser, Najlepszy Scenariusz, Najlepszy Aktor (Artiom Boguczarski)
- nominacja do najlepszego filmu europejskiego 2002